# Relatividad de escala
La relatividad de escala es una teoría física desarrollada inicialmente por Laurent Nottale, mientras trabajaba en el observatorio francés de Meudon, cerca de Paris. Extiende la relatividad especial y general con una nueva formulación de invariancia de escala que preserva una longitud de referencia, que postula ser la longitud de Planck. 
Al exigir que esta longitud sea invariante bajo cambios de estado de escala, se hace necesario abandonar la hipótesis de diferenciabilidad del espaciotiempo. En su lugar se sugiere una estructura fractal. La transición entre mundo clásico/mundo cuántico es reemplazada por una transición fractal/no fractal, que produce como efecto destacado una divergencia en la longitud de los caminos cuánticos a pequeña escala.

## Análogo galileano: definición de estado de escala
Mientras que en relatividad galileana el movimiento viene expresado por diferencias de velocidades:
{\displaystyle v=v_{2}-v_{1}=(v_{2}-v_{0})-(v_{1}-v_{0})}
En relatividad de escala se define en primer lugar la razón de escala:
{\displaystyle \rho ={\frac {x_{2}}{x_{1}}}=\left({\tfrac {x_{2}}{x_{0}}}\right)\diagup \left({\tfrac {x_{1}}{x_{0}}}\right)}
Y su representación logarítmica {\displaystyle V=\ln({\frac {x_{2}}{x_{1}}})}, llamada estado de escala, que puede ser escrito en la misma forma que las velocidades galileanas: {\displaystyle V=V_{2}-V_{1}}.

## Principio fundamental
Las leyes de la naturaleza han de ser válidas en cualquier sistema coordenado, sea cual sea su estado de movimiento o de escala.

## Consecuencias y predicciones
- Aparición de dos escalas invariantes bajo dilatación (la longitud de Planck y su contrapartida a gran escala, la longitud cosmológica).
- Localización de exoplanetas
- Explicación de algunas estructuras a gran escala observadas
- Relación entre la masa y la carga del electrón